# Chaerilus
Genre
Synonymes
- Chelomachus Thorell, 1889
- Uromachus Pocock, 1890

Chaerilus est un genre de scorpions de la famille des Chaerilidae.

## Distribution
Les espèces de ce genre se rencontrent en Asie,.

## Liste des espèces
Selon The Scorpion Files (13/08/2025) :
- Chaerilus adrianoi Lourenço & Ythier, 2024
- Chaerilus agilis Pocock, 1899
- Chaerilus agnellivanniorum Lourenço & Rossi, 2018
- Chaerilus alberti Kovařík, 2019
- Chaerilus andamanensis Lourenço, Duhem & Leguin, 2011
- Chaerilus annapurna Lourenço & Duhem, 2010
- Chaerilus anneae Lourenço, 2012
- Chaerilus assamensis Kraepelin, 1913
- Chaerilus birmanicus (Thorell, 1889)
- Chaerilus borneensis Simon, 1880
- Chaerilus cavernicola Pocock, 1894
- Chaerilus celebensis Pocock, 1894
- Chaerilus ceylonensis Pocock, 1894
- Chaerilus chapmani Vachon & Lourenço, 1985
- Chaerilus chubluk Lourenço, Tran & Pham, 2020
- Chaerilus cimrmani Kovařík, 2012
- Chaerilus conchiformus Zhu, Han & Lourenço, 2008
- Chaerilus granulatus Kovarík, Lowe, Hoferek, Forman & Král, 2015
- Chaerilus herta Tang, 2025
- Chaerilus hofereki Kovařík, Král, Korinkova & Lerma, 2014
- Chaerilus honba Lourenço, 2019
- Chaerilus insignis Pocock, 1894
- Chaerilus julietteae Lourenço, 2011
- Chaerilus kampuchea Lourenço, 2012
- Chaerilus kautti Kovarík, Lowe, Stockmann & Šťáhlavský, 2020
- Chaerilus laevimanus Pocock, 1899
- Chaerilus laoticus Lourenço & Zhu, 2008
- Chaerilus lehtrarensis Khatoon, 1999
- Chaerilus longimanus Kovarík, Lowe, Hoferek, Forman & Král, 2015
- Chaerilus mainlingensis Di & Zhu, 2009
- Chaerilus majkusi Kovařík, Lowe & Šťáhlavský, 2018
- Chaerilus neradorum Kovařík, Lowe & Šťáhlavský, 2018
- Chaerilus ojangureni Kovařík, 2005
- Chaerilus pakistanus Ythier & Lourenço, 2025
- Chaerilus pathom Lourenço & Pham, 2014
- Chaerilus petrzelkai Kovařík, 2000
- Chaerilus philippinus Lourenço & Ythier, 2008
- Chaerilus pictus (Pocock, 1890)
- Chaerilus pseudoconchiformus Yin, Qiu, Pan, Li & Di, 2015
- Chaerilus pulcherrimus Kovarík, Lowe, Stockmann & Šťáhlavský, 2020
- Chaerilus rectimanus Pocock, 1899
- Chaerilus robinsoni Hirst, 1911
- Chaerilus sabinae Lourenço, 1995
- Chaerilus seiteri Kovařík, 2012
- Chaerilus sejnai Kovařík, 2005
- Chaerilus solegladi Kovařík, 2012
- Chaerilus spinatus Lourenço & Duhem, 2010
- Chaerilus stockmannorum Kovařík, Lowe & Šťáhlavský, 2018
- Chaerilus telnovi Lourenço, 2009
- Chaerilus terueli Kovařík, 2012
- Chaerilus tessellatus Qi, Zhu & Lourenço, 2005
- Chaerilus thai Lourenço, Sun & Zhu, 2010
- Chaerilus tichyi Kovařík, 2000
- Chaerilus tricostatus Pocock, 1899
- Chaerilus truncatus Karsch, 1879
- Chaerilus tryznai Kovařík, 2000
- Chaerilus variegatus Simon, 1877
- Chaerilus vietnamicus Lourenço & Zhu, 2008
- Chaerilus wrzecionkoi Kovařík, 2012

## Systématique et taxinomie
Ce genre a été décrit par Simon en 1877 dans les Chactidae. Il est placé dans les Iuridae par Pocock en 1893, dans les Buthidae par Laurie en 1896 puis dans les Chaerilidae par Kraepelin en 1899.
Chelomachus et Uromachus ont été placés en synonymie par Kraepelin en 1894.

## Publication originale
- Simon, 1877 : « Études arachnologiques. 6e mémoire. X. Arachnides nouveaux ou peu connus. » Annales de la Société Entomologique de France, sér. 5, vol. 7, p. 225-242 (texte intégral).